# José Ignacio Zahinos
José Ignacio Zahinos (* 1. Dezember 1977 in Madrid) ist ein spanischer Fußballspieler, der bei Recreativo Huelva in der spanischen Primera División spielt.

## Spielerkarriere
Der gebürtige Madrilene startete seine Karriere als Profifußballer in seiner Heimatstadt bei Atlético Madrid. Im Sommer 1999 wurde der Mittelfeldspieler in das B-Team Atléticos berufen, das zu diesem Zeitpunkt zweitklassig spielte. Obwohl er insgesamt acht Jahre bei Atlético unter Vertrag stand, kam er nur äußerst selten für die Rojiblancos zum Einsatz. Viermal wurde Zahinos an verschiedene Zweitligisten ausgeliehen.
Zunächst war er an FC Universidad Las Palmas, dann an Real Jaén ausgeliehen. Mit Jaén stieg er allerdings auch aus der Segunda División ab. Für die Saison 2003/2004 war er an den FC Elche verliehen, für die Rückrunde der Saison 2006/2007 an Albacete Balompié. Mittlerweile durfte Zahinos von Atlético Madrid nicht mehr verliehen werden, so dass er sich im Sommer 2007 dem andalusischen Erstligisten Recreativo Huelva anschloss.